# Anarta
Anarta är ett släkte av fjärilar som beskrevs av Ferdinand Ochsenheimer 1816. Anarta ingår i familjen nattflyn, Noctuidae.

## Dottertaxa tillAnarta, i alfabetisk ordning[1][2]
- Anarta carbonaria Christoph, 1893
- Anarta colletti (Sparre-Schneider, 1876), Violett hedfly
- Anarta cordigera Thunberg, 1788XXXXXXXXXXXXXXXXsynonym med Coranarta cordigera enligt Dyntaxa[3]
  - Anarta cordigera alpestris Burmann, 1974
- Anarta etacta Smith, 1900
- Anarta (Discestra) farnhami Grote, 1873, Ljusspetsat hedfly
- Anarta fasciata Chen, 1982
- Anarta koizumidakeana Matsumura, 1927
- Anarta luteola Grote & Robinson, 1865
- Anarta macrostigma Lafontaine & Mikkola, 1987
- Anarta mausi Püngeler, 1904
- Anarta melanopa Thunberg, 1791, Svartfläckat hedfly
  - Anarta melanopa rupestralis Hübner, 1827
- Anarta militzae Kozhanchikov, 1947
- Anarta mimuli Behr, 1885
- Anarta myrtilli Linnaeus, 1761, Ljunghedfly
  - Anarta myrtilli alpina Rätzer, 1890
  - Anarta myrtilli citrina Warren, 1912
- Anarta sierrae Barnes & McDunnough, 1916
- Anarta (Discestra) trifolii Hufnagel, 1766 , Klöverfly
  - Anarta (Discestra) trifolii albifusca Walker, 1857 
  - Anarta (Discestra) trifolii latemarginata Wiltshire, 1976
- Anarta trisema Mabille, 1885
- Anarta zemblica Hampson, 1903

## Bildgalleri

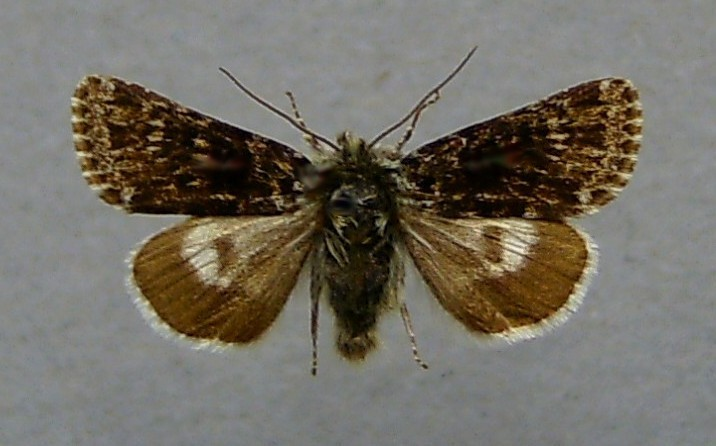
Svartfläckat hedfly, Anarta melanopa
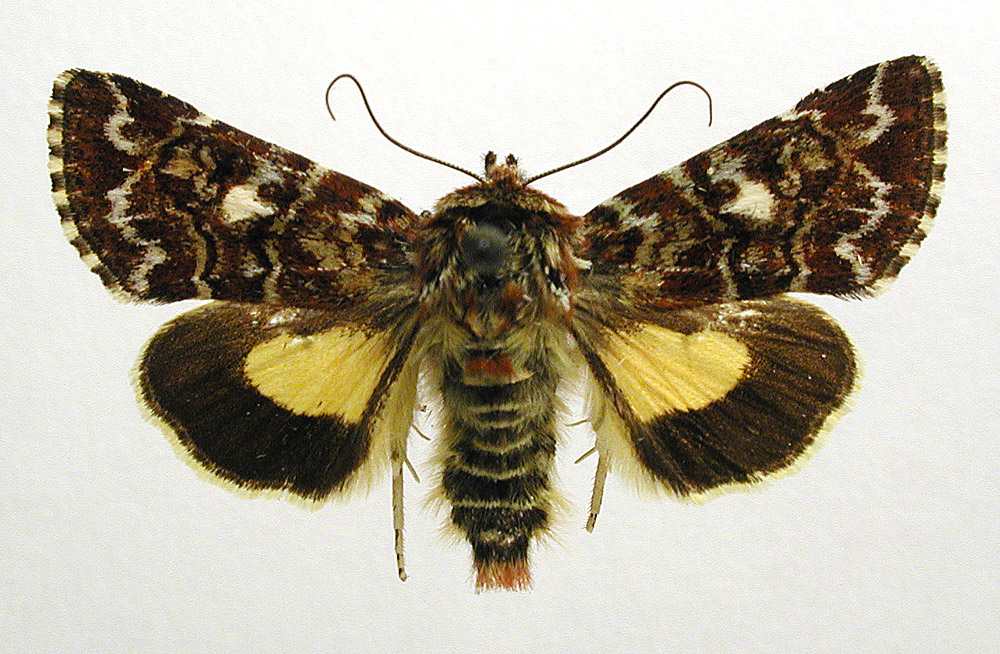
Ljunghedfly, Anarta myrtilli
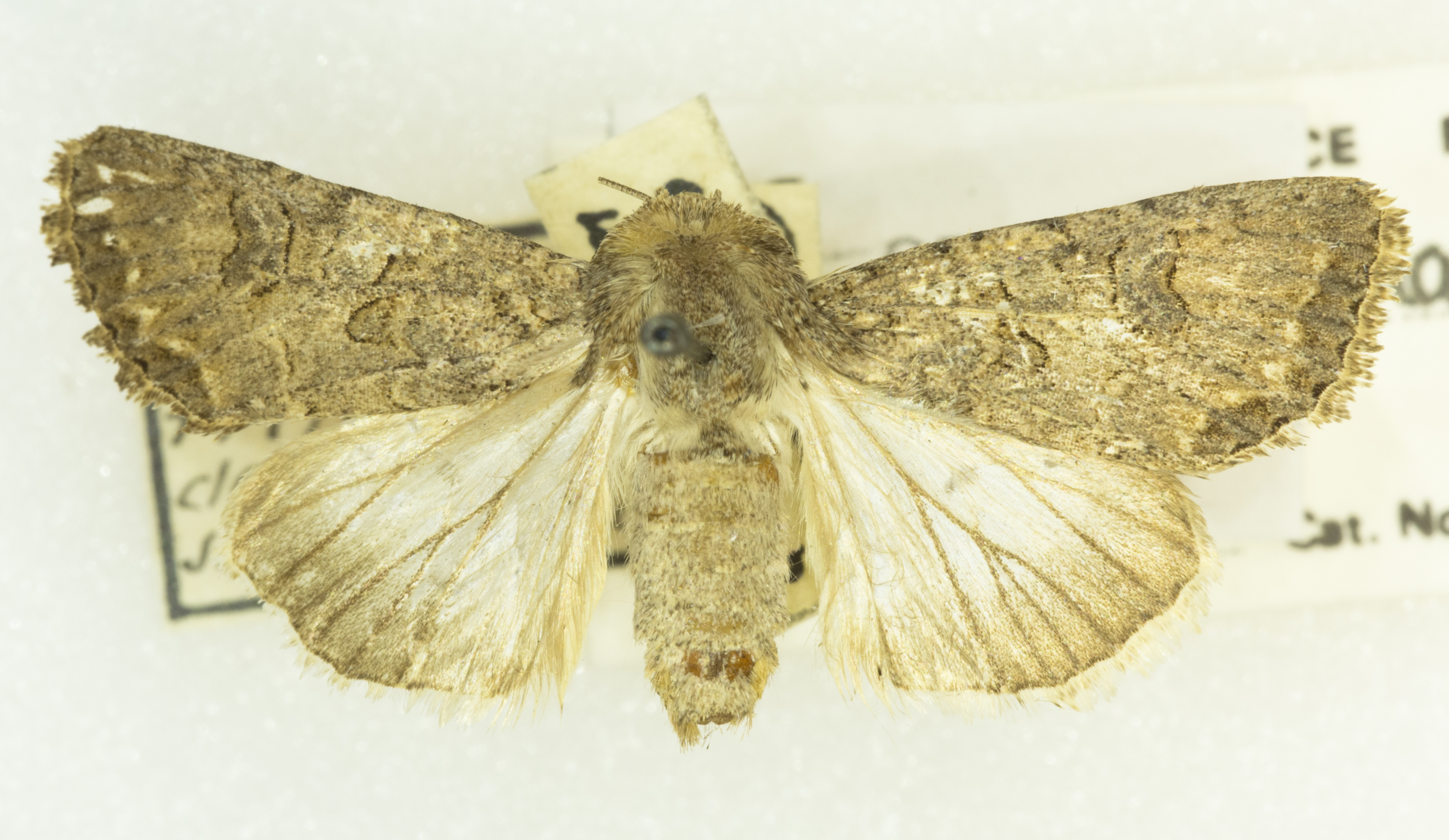
Klöverfly, Anarta trifolii